# Котел (гора)
Котел (Большой Котел)  — гора в центральной части массива Свидовец (Украинские Карпаты). Расположена в пределах Раховского района Закарпатской области.

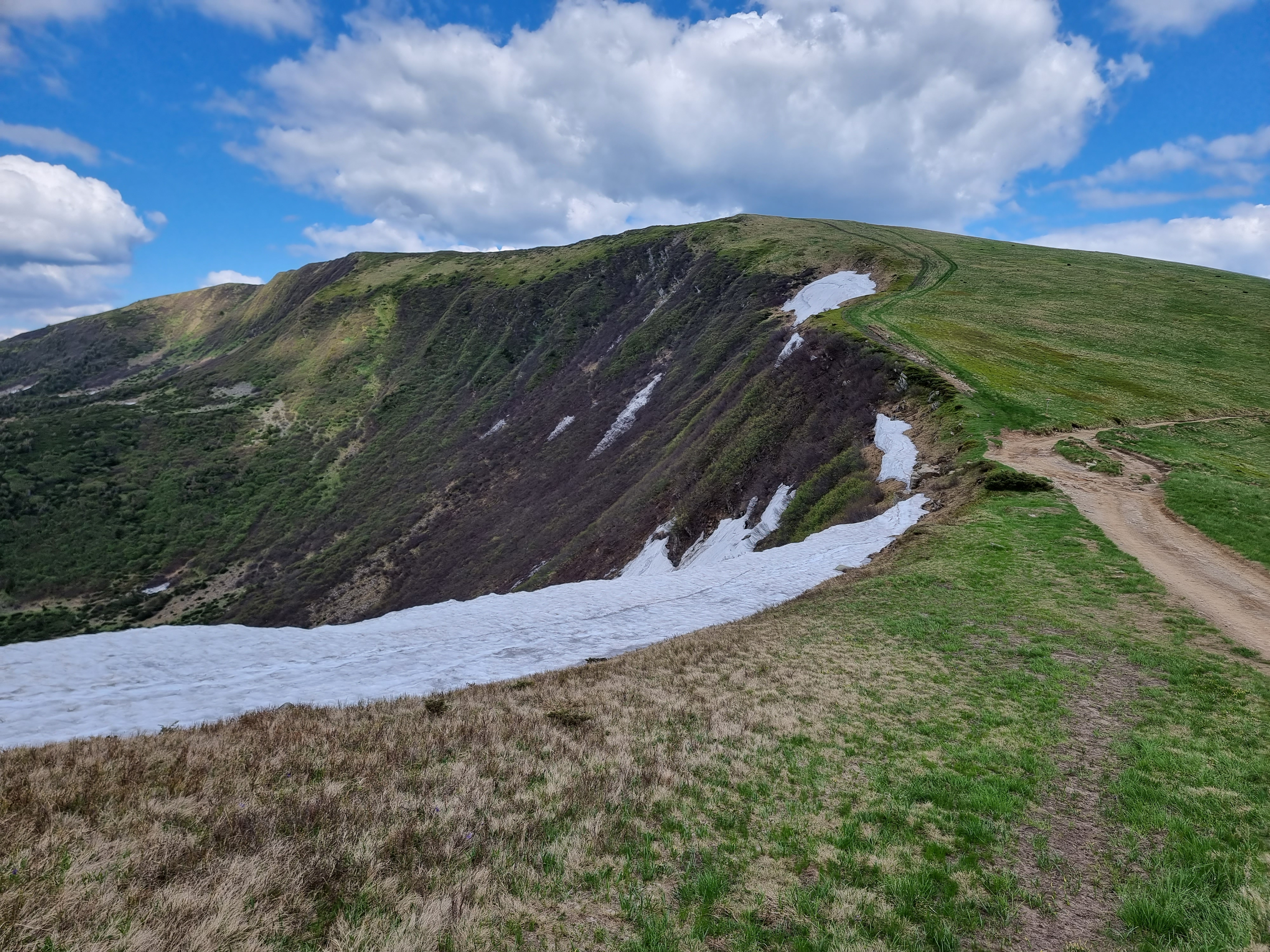
Вершина горы Котел с западной стороны

Высота — 1771 м (по другим данным 1774 м). На привершинной части горы раскинулись пастбища. Юго-восточные склоны крутые, южные и западные — более пологие. С северо-западной стороны гора обрывается крутым (местами отвесным) уступом в ледниковый кар, на дне которого лежит озеро Ворожеска.
С юга к горе прилегает седловина, по которой можно пройти к горе Близнице (1883 м) — высочайшей вершины Свидовецкого массива. Северо-восточнее Котла тянется пологий хребет — Менчул.
Через Котел проходит популярный туристический маршрут «Вершинами Свидовца» — от посёлка Ясиня до посёлка Усть-Чорна (или в обратном направлении).
Ближайшие населённые пункты: посёлок Ясиня, село Черная Тиса.